# Библиотека университета Пассау
Библиотека университета Пассау (нем. Universitätsbibliothek Passau) — публичная научная библиотека, являющаяся частью университета Пассау (UP), расположенного в Баварии; обладает фондом в 2,0 миллиона носителей информации, расположенных в основном здании и четырёх филиалах, и входит в состав Баварской библиотечной сети (BVB). Была основана в январе 1973 года, на основании земельного закона от декабря 1972; фактически открылась в зимнем семестре 1978—1979 года, а осенью 1986 администрация, общий читальный зал и большая часть фондов литературы по гуманитарным предметам были переведены в новое здание на улице Иннштрассе Пассау.

## История
Библиотека университета Пассау открылась в зимнем семестре 1978/1979 учебного года, одновременно с началом учебного процесса в самом университете; открытию университетской библиотеки предшествовал период подготовки, занявший полутора года. Спустя неполное десятилетие, осенью 1986 года, библиотечная администрация, общий читальный зал и большая часть книжных фондов по гуманитарным предметам были переведены в недавно построенное здание центральной библиотеки — в дом 29 на улице Иннштрассе. Отдел журналов был размещён в виде компактной системы (Kompaktanlage), на специальных стеллажах в подвале; в 1995 году, из-за нехватки места, помещения для хранения журналов были расширены за счет включения дополнительных комнат в здании на улице Карлсбадер-штрассе. Отраслевые специализированные библиотеки, являющиеся частью общеуниверситетской библиотеки, были физически расположены в отдельных корпусах факультетов. Затем в библиотеку были включены фонды бывшего Философско-теологического университета (Philosophisch-theologische Hochschule, PTH) города.
Университетская библиотека Пассау состоит из центральной библиотеки и четырех библиотек-филиалов: филиалы расположены на юридическом факультете, экономическом факультете, философском факультете и на факультете компьютерных наук и математики; здесь хранится исследовательская и учебная литературу по соответствующим предметам. Центральная библиотека и подбиблиотеки образуют единую организационную структуру с центральным управлением — несмотря на пространственное разделение. Сбор и обработка информации происходит в центральном отделении.
Книжная коллекция насчитывает около 2,0 миллионов томов, а также — около 13 300 печатных журналов и серий; библиотека продолжает быть подписана на 1800 печатных журналов. Свободный доступ к большинству изданий обеспечивается в пяти читальных залах. Библиотека обеспечивает удалённый доступ к 41 000 электронных платных изданий и 225 000 электронных книг. Государственная библиотека Пассау и университетская библиотека образуют единую городскую систему, доступную для читателей, записанных в каждой из них.
Библиотека университета Пассау собирает литературу из области права, экономики, математики и информатики, теологии, лингвистики и литературоведения, гуманитарных наук, исследований Юго-Восточной Азии, искусства, музыки, коммуникации, педагогики, спорта и фольклора. Специализируется на сборе литературе по крикету. Фонды из музея «Oberhausmuseum Passau» также являются частью университетской библиотеки и размещены в её помещениях. Кроме того, университетская библиотека Пассау несёт ответственность за фонды Института культурных исследований Восточной Баварии и соседних регионов (Instituts für Kulturraumforschung Ostbaierns und der Nachbarregionen, IKON), которые физически размещены в Государственной библиотеке.